# Stomosis innominata
Stomosis innominata är en tvåvingeart som beskrevs av Samuel Wendell Williston  1896. Stomosis innominata ingår i släktet Stomosis och familjen sprickflugor. Inga underarter finns listade i Catalogue of Life. Arten är känd från stora delar av syd- och centralamerika från länder som Brasilien, Costa Rica, Honduras, Mexiko, Trinidad och Tobago och delstaten Arizona i USA.